# Kafraja
Kafraja (arab. كفريا) – miejscowość w Syrii, w muhafazie Idlib. W 2004 roku liczyła 4404 mieszkańców.